# Ignác Antonín Born
Ignác Antonín Born, známý také jako Ignatius von Born, německy: Ignaz šlechtic von Born, maďarsky Born Ignác (26. prosince 1742, Cavnic (župa Maramureş) v Rumunsku – 24. července 1791, Vídeň) byl rakouský osvícenec, mineralog, geolog, montanista a svobodný zednář druhé poloviny 18. století. Za svůj život byl ve styku a přátelil se s mnoha osobnostmi v oblasti vědy, jako např. Kašpar Maria Šternberk, Jáchym Šternberk, František Josef Kinský aj.

## Život
Ignác Antonín byl synem Ludwiga Borna, původně dělostřeleckého důstojníka, později úspěšného podnikatele v oblasti hornictví. Narodil se v hornickém městečku Cavnic (též Capnic), ale stálým bydlištěm rodičů bylo rumunské město Alba Iulia v Sedmihradsku. Ignác Born brzy osiřel, po otci zdědil slušné jmění a doly v Rumunsku. Vyrůstal a studoval u jezuitů ve Vídni, krátký čas byl novicem jezuitského řádu. Přibližně ve svých 20 letech odešel studovat do Prahy a dlouhou dobu tak pobýval spíše v Čechách (1762–1776). Začal studovat práva a působil u rakouského montanisty Jana Tadeáše Peithnera, který ho přivedl ke studiu geologie. V šedesátých letech 18. století působil na pražské univerzitě, kde jako profesor přednášel o problematice montánních věd. Oženil se s dcerou bohatého obchodníka Jana Pavla Montága a bydlel v jeho paláci na Malostranském náměstí. Sňatkem získal i statek Staré Sedliště u Tachova, kde také založil botanickou zahradu, vlastnil několik mineralogických sbírek a podrobnou knihovnu o těchto a podobných studií. Měl zde i chemickou laboratoř.
Koncem šedesátých let se stal na rok dolnouherským horním radou, jak v Uhrách, tak na Slovensku, v Banské Štiavnici. Na Slovensku také studoval Karpaty, studie věnované problematice mineralogie Horních Uher vyšly později, v roce 1774. Během svých geologických průzkumů málem přišel o život, když se při požáru v dole na stříbro nadýchal arzénových par. S podlomeným zdravím se vrátil do Čech.
V roce 1770 se v Praze dostal do funkce přísedícího mincmistra. Zasáhl i do sporu, který probíhal mezi neptunisty a plutonisty. Neptunisté hlásali to, že veškeré horniny vznikly z vody. Mezi přední hlasatele neptunistů patřil Abraham Gottlob Werner – významný německý geolog. Oproti tomu plutonisté hlásali, že některé horniny vznikaly z ohně vlivem sopečné činnosti, hlavním představitelem plutonistů byl skotský geolog James Hutton. Born se nejdřív klonil k neptunistům, postupem času začínal být zastáncem plutonistů. Byl také účastníkem vědeckého výzkumu Komorní hůrky, vyhaslé sopky, která se nachází u Chebu, v Chebské pánvi.
V českých zemích se Born snažil hlavně o rozvoj vědy a vzdělanosti, zajímal se také o dějiny a příbuzné vědy. V letech 1771–1772 začal vydávat první přírodovědecký časopis v českých zemích – týdeník Prager gelehrte Nachrichten (Pražské učené zprávy). V roce 1770 založil Učený klub, ze kterého vznikla v letech 1773–1774 Královská česká společnost nauk. Společnost rozšířil společně s Františkem Josefem Kinským, dalšími členy společnosti byli Josef Sonnenfels nebo Gelasius Dobner, Karel Rafael Ungar, Mikuláš Voigt, Karel Jindřich Šteib. Cílem společnosti bylo hlavně šíření vědy, přírodních, sociálních nebo humanitních oborů, členy společnosti byli později rovněž také Josef Dobrovský, Jan Evangelista Purkyně, Bernard Bolzano, Kašpar Maria Šternberk, František Palacký a další významné osobnosti. O této velké společnosti psal Born své studie. S Františkem Josefem Kinským Založil v roce 1773 Pražské muzeum přírody, které bylo umístěno v Klementinu. V roce 1770 byl přijat do zednářské lóže Zu den drei gekrönten Säulen.

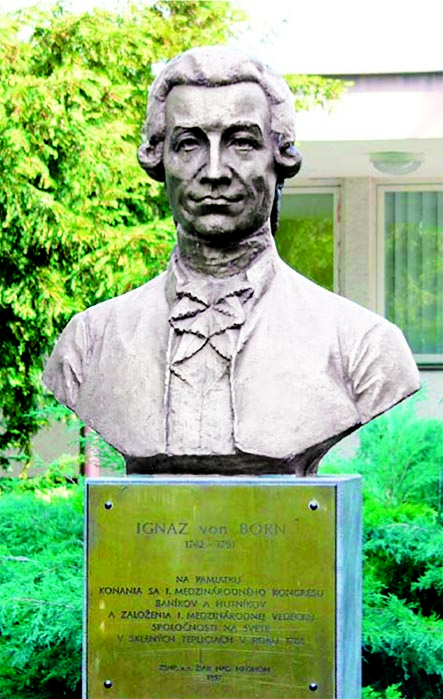
bronzová busta Ignáce Borna ve Sklených Teplicích

Pro své osvícenské názory a neshody s nadřízeným byl Born donucen vzdát se funkce v Úřadu mincmistra Českého království a od roku 1773 se zdržoval většinou na svém zámku ve Starém Sedlišti. Hostil zde své přátele a učence z celé Evropy.
Roku 1776 povolala Ignáce Antonína Borna Marie Terezie do Vídně. Měl uspořádat císařské přírodovědecké sbírky a byl také jmenován do funkce dvorního rady, co se měl starat o mincovní a horní záležitosti. Stal se vedoucí osvícenskou osobností, ve svých pamfletech se satiricky vyjadřoval různým společenským záležitostem té doby a kritizoval praktiky katolické církve.
Ke konci života se uplatňoval také jako chemik a zkoumal amalgamaci, způsob získávání drahých kovů z rud. Napsal o ní mnoho vědeckých děl a prosazoval její zavedení v Rakousku. V roce 1786 se zúčastnil mezinárodního sjezdu horníků a hutníků v Sklených Teplicích, kde byla postavena první amalgamovna podle Bornových návrhů. Jednání dalo podnět k založení mezinárodní Společnosti pro báňské vědy.
Zabýval se krystalografií a chemií. Uspořádal sbírku fosilií Eleonory Raabové, dcery osvícenského politika a roku 1790 k ní vydal metodický katalog ve francouzštině, v němž uplatnil nové vědecké metody oxidační chemie.
Ignác Born se dlouhá léta potýkal s následky otravy plyny, kterou utrpěl při důlním neštěstí. Velké bolesti tišil opiem a na sklonku života ho museli nosit na nosítkách. Nedožil se ani padesáti let. Zemřel v létě roku 1791 ve Vídni.

## Dílo
Ignác Antonín Born řídil časopisy Prager gelehrte Nachrichten, časopis vycházel jen jeden rok (1771–1772) a od roku 1775 také první český vědecký časopis Abhandlungen der Königlichen böhmischen Gesellschaft der Wissenschaften.

### Satirické spisy
- Die Staatsperrücke (1772 – Státní paruka) - satirický pohled na členy vídeňské byrokracie
- Joannis Physiophili speciem Monachologiae (1783, česky znamená Přírodopis mnichů, 1934) - jednotlivé mnišské řády katolické církve popisuje jako hmyz, zesměšňuje náboženské pověry, aniž byl útočil na podstatu náboženské víry

### Mineralogické a přírodovědné spisy
- Lithophylacium Bornianum ( 1772, 1775) - dvousvazkový, latinsky psaný popis vlastní sbírky hornin)
- Bergbaukunde I-II (1789 – Nauka o hornictví)
- Index rerum Naturalium musei Caesarei Vindobonensis. ( 1778, 1780) - popis sbírky ulit a lastur císařské přírodovědecké sbírky ve Vídni)
- Catalogue méthodique et raisonne de la collection des fossiles de Mademoiselle Eleonore de Raab (1790) 2 svazky

## Zajímavosti
- Jméno Antonína Borna bylo umístěno pod okny Národního muzea v Praze spolu s mnoha dalšími, viz Dvaasedmdesát jmen české historie. Bornovi se dostal do ruky také nejstarší známý exemplář pravěkého ptakoještěra ("Pester Exemplar"; dnes rod Aurorazhdarcho). Born jej však ve své době (kolem roku 1760) ještě nesprávně považoval za mořského korýše.[5]
- Jako člen řádu Svobodných zednářů ve Vídni založil a vedl lóži K pravé svornosti (Zur wahren Eintracht), ve které se setkal s Wolfgangem Amadeem Mozartem. Bornova osobnost se slavnému skladateli stala předobrazem pro postavu velekněze Sarastra v jeho opeře Kouzelná flétna.[2]
- Svou sbírku hornin prodal roku 1775 Britskému muzeu v Londýně, které o ni projevilo mimořádný zájem.[3]
- Společnost Ignáce Borna je odbornou sekcí Společnosti Národního muzea v Praze. Hlásí se k odkazu osvícenského přírodovědce a zakladatele Královské české společnosti nauk.[6]